# Monika Katonová
Monika Katonová (* 28. Oktober 1989 in Stupawa) ist eine slowakische Fußballspielerin.

## Karriere

### Verein
Am 8. Februar 2008 wechselte sie vom SKF Žilina nach Österreich zum FC Südburgenland. In Österreich spielte sie bei FC HOCO Südburgenland mit der slowakischen Vereinskameradin Monika Gerzová zusammen. Im Sommer 2012 beendete sie kurzfristig ihre Karriere mit einer Babypause, von der sie im November 2012 zurückkehrte. Seitdem spielt sie für die zweite Mannschaft.

### International
Katonová gehört zum erweiterten Kader der slowakischen Fußballnationalmannschaft der Frauen.